# Caccia al polo
Caccia al polo (Polar Trappers) è un film del 1938 diretto da Ben Sharpsteen. È il primo cortometraggio animato della serie Donald & Goofy, prodotto dalla Walt Disney Productions e uscito negli Stati Uniti il 17 giugno 1938, distribuito dalla RKO Radio Pictures. È il primo cartone in cui Paperino e Pippo appaiono insieme senza Topolino.

## Trama
Paperino e Pippo sono i titolari di un'azienda che cattura animali, di nome "Paperino e Pippo trappole", il cui slogan è "li riportiamo vivi". I due sono al polo sud e, mentre Pippo prepara una trappola per trichechi, Paperino è in un iglù e cucina dei fagioli, ma non ne può più di mangiare questi legumi. Proprio in quel momento vede una pinguina, e decide di travestirsi da pinguino per attirarla e ucciderla, ma fallisce. Intanto, un tricheco ruba il secchio di pesce crudo che Pippo sta utilizzando; quest'ultimo lo insegue, finché entra in una grotta, dove finisce per farsi cadere addosso tutte le stalattiti. Nel frattempo Paperino, ancora travestito, si imbatte in una colonia di pinguini. A questo punto, il papero tira fuori un flauto, con cui suona Parade of the Wooden Soldiers, attirando a mo' di parata tutto il gruppo, a cui appartiene anche un piccolo pinguino. Paperino, vedendo poca carne nel piccolo, cerca di cacciarlo via in diversi modi, ma questi ritorna ogni volta. Alla fine Paperino tira al piccolo un calcio tale da farlo volare; il piccolo pinguino si mette a piangere e da una sua lacrima si genera una valanga, che rotolando diventa sempre più grossa. L'enorme palla di neve travolge Paperino e Pippo, e li fa finire nelle gabbie che avrebbero dovuto contenere gli animali, a cui i due cercheranno strategie per liberarsi.

## Distribuzione

### Edizione italiana
Il primo doppiaggio italiano del film è stato eseguito negli anni ottanta per la pubblicazione del corto all'interno della VHS Paperino e la sua banda di paperi uscita a ottobre 1985. Nel dicembre 1986 il corto fu incluso nella videocassetta Paperino & soci a caccia di guai con il primo ridoppiaggio. Invece il secondo ridoppiaggio, eseguito nel 1989, viene utilizzato nella VHS Paperino e la sua banda di paperi, uscita a settembre dello stesso anno  e quindi in tutte le successive occasioni.

### Edizioni home video

#### VHS
- Paperino e la sua banda di paperi (ottobre 1985)[1]
- Paperino & soci a caccia di guai (dicembre 1986)[2]
- Paperino e la sua banda di paperi (settembre 1989)[3]
- Topolino & C. naturalmente amici (settembre 2001)

#### DVD
Il cortometraggio è incluso nel DVD Walt Disney Treasures: Semplicemente Paperino - Vol. 1.